# Roan Cliffs
Roan Cliffs je rozsáhlá oblast skalních útesů na východě Utahu a západě Colorada, ve Spojených státech amerických. Nachází se v Carbon County, Duchesne County, Garfield County a Rio Blanco County.
Z východu na západ má délku okolo 300 kilometrů. Roan Cliffs tvoří jižní okraj náhorních plošin West Travaputs Plateau a East Travaputs Plateau. Ve střední části Roan Cliffs, na pomezí těchto dvou plošin, protéká řeka Green River. Severně se nachází kaňon Desolation Canyon.
Roan Cliffs je součástí Koloradské plošiny. Střední výška oblasti je okolo 2 500 metrů, nejvyšší bod dosahuje 3 150 metrů.